# Almarza de Cameros
Almarza de Cameros – gmina w Hiszpanii, w prowincji La Rioja, w La Rioja, o powierzchni 28,11 km². W 2011 roku gmina liczyła 17 mieszkańców.